# Новокузнецьк
Новокузне́цьк (рос. Новокузнецк, травень 1932 — 5 листопада 1961 — Сталінськ, рос. Сталинск, шор. Аба-Тура, хак. Аба-Тура, алт. Аба-тура) — місто обласного підпорядкування (Новокузнецький міський округ), адміністративний центр Новокузнецького району Кемеровської області Російської Федерації; другий за величиною, після Тольятті, з російських міст, які не є обласними центрами, і один з восьми регіональних міст, що перевершують свій обласний центр (Кемерово) як за чисельністю населення, так і за промисловим потенціалом, один із найбільших металургійних та вугледобувних центрів Росії.
Місто розташоване на лівому та правому берегах річки Томь.

## Населення
Населення міста — 552105 осіб (2019). Саме місто не є мільйонником, але воно утворює з численними прилеглими містами та іншими населеними пунктами поліцентричну Новокузнецьку агломерацію чисельністю 1,13 млн чоловік (2005), 14-16-е місце в Росії.
| 1897    | 1926    | 1939    | 1956    | 1959    | 1970    | 1973    |
| ------- | ------- | ------- | ------- | ------- | ------- | ------- |
| 3 100   | 4 000   | 169 000 | 347 000 | 380 000 | 496 000 | 513 000 |
| 1979    | 1989    | 1998    | 2002    | 2009    | 2013    |         |
| 541 200 | 599 900 | 600 200 | 549 870 | 563 271 | 549 182 |         |

## Постаті
У Новокузнецьку працював, оформляв спектаклі в місцевому драматичному театрі Сергій Павлович Александров (1915—1963).

### Уродженці
- Гриценко Микола Миколайович (1856—1900) — художник-пейзажист.
- Калинович Костянтин Юрійович (* 1959) — український графік.
- Клесов Олег Іванович (* 1955) — доктор фізико-математичних наук, професор заслужений працівник освіти України[4].
- Пікус Олена Семенівна (* 1945) — українська композиторка.
- Яворський Фелікс Леонідович (1932—1983) — радянський російський актор кіно.

## Міста-побратими
- Нижній Тагіл, Росія
- Піттсбург, США
- Бірмінгем, Велика Британія

## Галерея

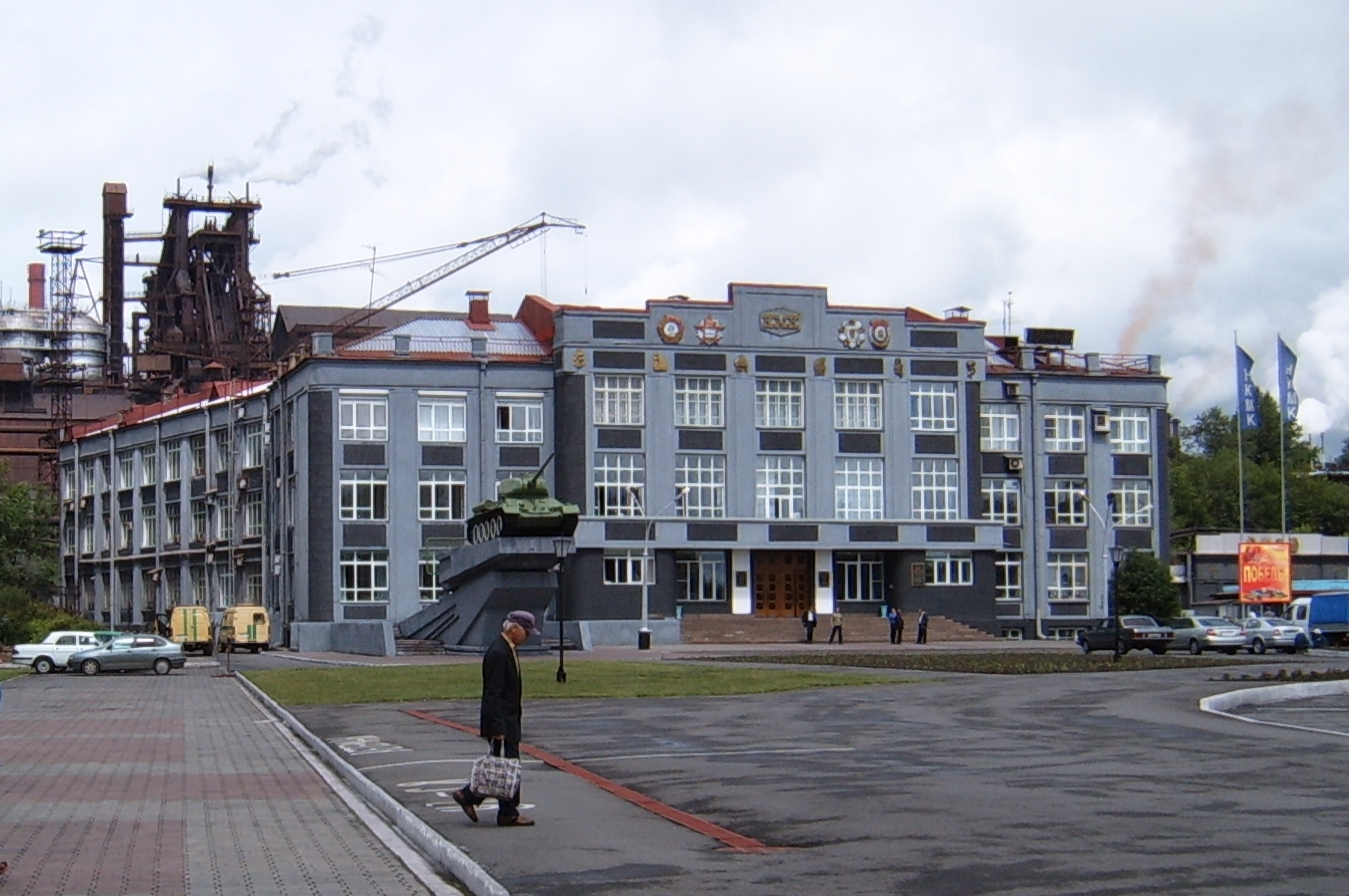
Металургійний комбінат
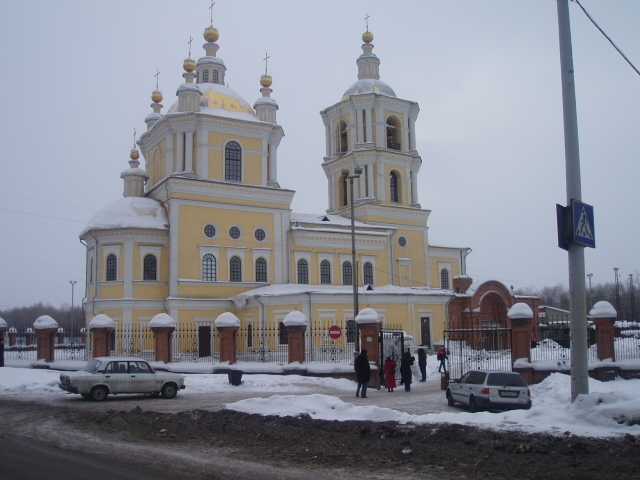
Собор у місті
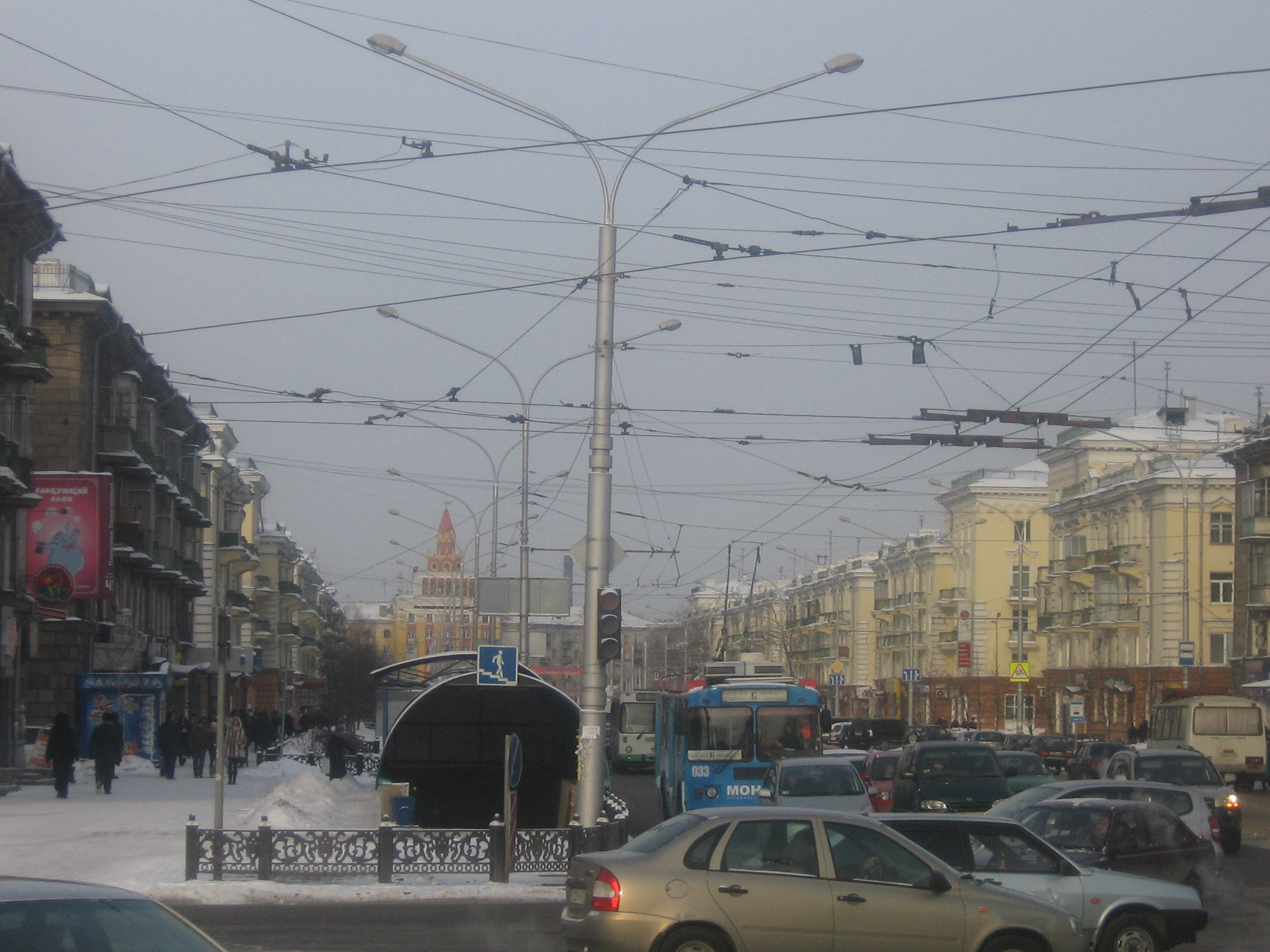
Проспект Металургів